# U–869
Az U–869 tengeralattjárót a német haditengerészet rendelte a brémai AG Wessertől 1941. augusztus  25-én. A hajót 1944. január 26-án állították szolgálatba. Egy harci küldetése volt, hajót nem süllyesztett el.

## Pályafutása
Az U–869 egyetlen őrjáratára 1944. december 8-án futott ki Kristiansandból, kapitánya Hellmut Neuerburg volt. A búvárhajó átszelte az Atlanti-óceánt, és az amerikai partok előtt lesett szövetséges hajókra. Február 11-én New Jersey előtt a USS Howard D. Crow és a USS Koiner rombolókísérők mélységi bombákkal elpusztították. A teljes legénység, 56 ember életét vesztette.
Az U–869-et a német főparancsnokság Gibraltár elé rendelte, de a parancsot a tengeralattjáró nem kapta meg. Sokáig úgy hitték, hogy a búvárhajó valahol a spanyol partok közelében nyugszik, mígnem 1991. szeptember 2-án búvárok rábukkantak a roncsokra New Jersey-nél.

## Kapitány
| Név               | Kezdőnap         | Zárónap           |
| ----------------- | ---------------- | ----------------- |
| Hellmut Neuerburg | 1944. január 26. | 1945. február 11. |

## Őrjárat
| Indulás      | Indulónap         | Érkezés | Zárónap           |
| ------------ | ----------------- | ------- | ----------------- |
| Kristiansand | 1944. december 8. | *       | 1945. február 11. |

* A tengeralattjáró nem érte el úti célját, elsüllyesztették